# Arkia

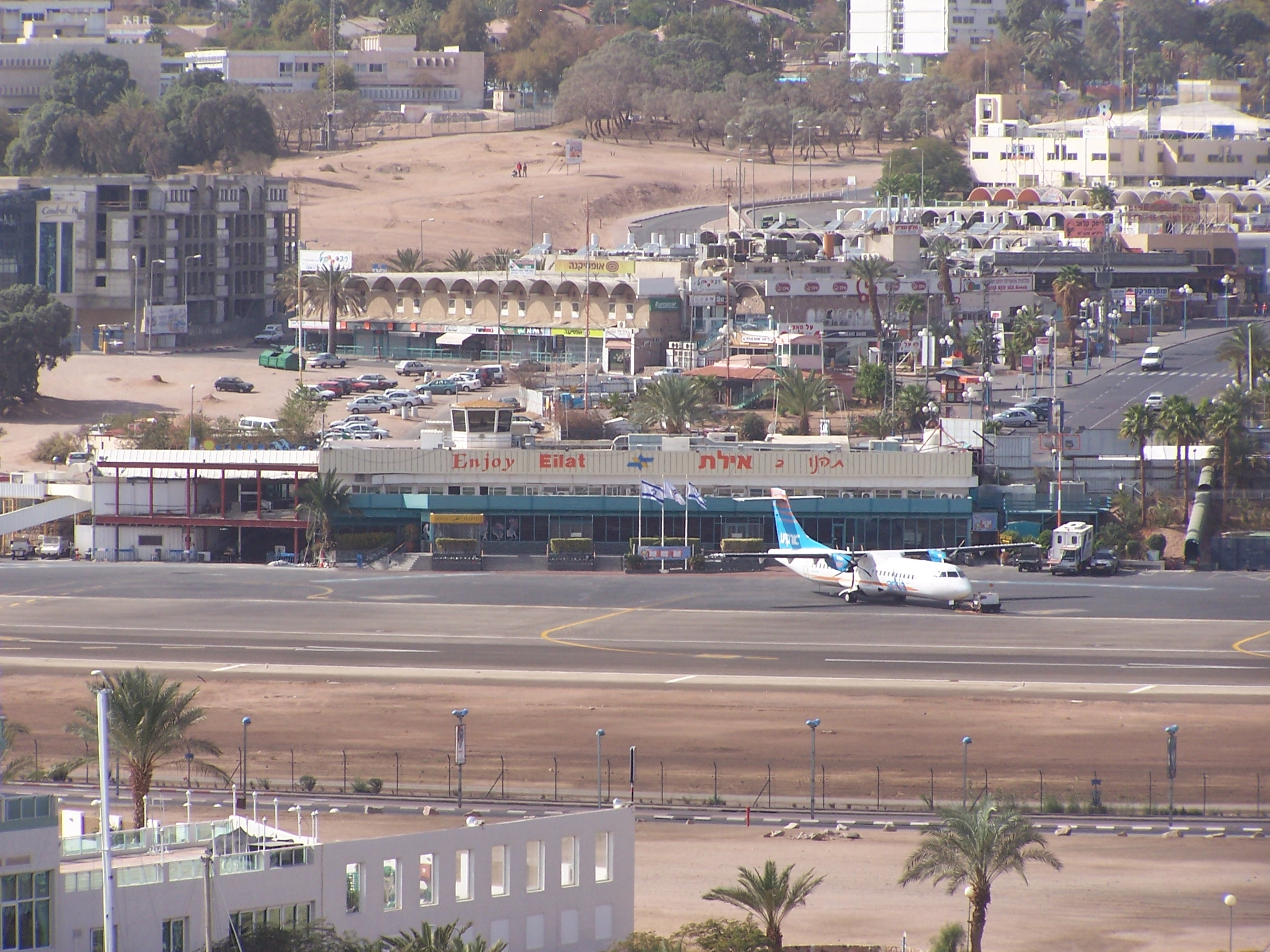
ATR d'Arkia en l'Aeroport d'Elat.

Arkia Israel Airlines (en hebreu: ארקיע) és una aerolínia israeliana, la seva seu central es troba a Tel-Aviv. És la segona aerolínia d'Israel, duu a terme vols interiors i internacionals a l'Europa occidental i al Mediterrani, i vols xàrter. La seva base principal és l'Aeroport Internacional de Ben Gurion prop de Tel-Aviv, i té un hub en l'Aeroport Internacional Sde Dov a Tel-Aviv.

## Història
En 1949 es funda la ciutat d'Elat, una ciutat israeliana que es troba en la zona sud del país, seguidament s'estableix Elat Airlines per mantenir una comunicació aèria directa amb la zona central d'Israel.
L'aerolínia va ser propietat de la Histadrut (federació laboral d'Israel), iniciant les seves operacions en 1950. Posteriorment va passar a denominar-se Aviron, i finalment Arkia Israel Airlines. En el seu primer any de servei, va transportar 13.485 passatgers en els seus dos vols setmanals, operats amb una aeronau Curtis Commando.
Durant la dècada de 1950 l'aerolínia va continuar el seu creixement, renovant la seva flota a aeronaus de major grandària (DC-3), i passant a operar dos vols diaris. Això els va permetre aconseguir un tràfic superior a 70.000 passatgers anuals. En la mesura en què la ciutat d'Elat va continuar creixent durant la dècada de 1960, també ho va fer Arkia, introduint l'aeronau jet Herald en la seva flota, i expandint la seva presència amb noves rutes a Jerusalem, Xarm el-Xeikh, i Santa Caterina (Egipte).
Una filial, Kanaf Arkia Airline and Aviation Services va ser fundada quan Arkia Israel Airlines va adquirir el 50% de les accions de Kanaf Airlines and Aviation Services, i a finals de la dècada de 1960 va començar a operar vols regulars a través d'Israel, des de Rosh Pina en el nord fins a Ofira, en el sud de la península del Sinaí.
En el març de 1980, Kanaf Arkia Airline and Aviation Services va adquirir la totalitat de les accions d'Arkia Israel Airlines, fusionant les dues companyies. L'aerolínia va continuar creixent ràpidament durant la dècada de 1980, entrant en el mercat dels vols xàrter internacionals i en el manteniment d'aeronaus. L'aerolínia és propietat de Kanaf-Arkia Airlines (75%) i dels seus empleats (25%).
Al febrer de 2007, el Ministeri de Turisme d'Israel va atorgar a Arkia Israel Airlines llicencies per volar a Làrnaca (ruta que recentment havia deixat d'operar), a Xipre; i a Dublín, Irlanda.

## Incidents i accidents
El 28 de novembre de 2002, aproximadament 20 minuts abans que esclatés la bomba en el Paradise Hotel de Mombasa (Kenya), un Boeing 757 d'Arkia va ser atacat amb dos míssils antiaeris que no van arribar a impactar per poc, després d'enlairar-se de l'Aeroport Internacional de Moi a Kenya. L'aeronau va poder aterrar sense problemes a Tel-Aviv.

## Destinacions
Arkia té 6 destinacions a Àsia i 6 a Europa; en total 12 destinacions a Àsia i Europa.

### Àsia
- Armènia
  - Erevan - Aeroport Internacional de Zvartnots

- Israel
  - Elat
    - Aeroport d'Elat
    - Aeroport Internacional d'Ovda

  - Haifa
    - Aeroport de Haifa

  - Tel-Aviv
    - Aeroport Internacional Sde Dov
    - Aeroport Internacional de Ben Gurion

- Jordània
  - Amman - Aeroport Internacional Queen Alia

### Europa
- Alemanya
  - Múnic - Aeroport Internacional de Múnic

- Xipre
  - Lárnaca - Aeroport Internacional de Lárnaca

- Eslovènia
  - Ljubljana - Aeroport Internacional de Ljubljana

- Espanya
  - Barcelona - Aeroport Internacional de Barcelona El Prat
  - Lleida - Aeroport de Lleida Alguaire

- Finlàndia
  - Hèlsinki
    - Aeroport Internacional de Hèlsinki

- França
  - París - Aeroport de París Charles de Gaulle

- Geòrgia
  - Batum - Aeroport Internacional de Batum
  - Tbilisi - Aeroport Internacional de Tbilissi

- Grècia
  - Heraclión - Aeroport Internacional Nikos Kazantzakis
  - Cos - Aeroport Internacional de Kos
  - Míkonos - Aeroport de Míkonos
  - Rodas - Aeroport Internacional de Rodas

- Irlanda
  - Dublín - Aeroport Internacional de Dublín

- Itàlia
  - Roma - Aeroport de Roma-Fiumicino

- Noruega
  - Oslo - Aeroport d'Oslo-Gardermoen

- Països Baixos
  - Ámsterdam - Aeroport de Ámsterdam-Schiphol

## Flota
La flota d'Arkia (el 29 d'octubre de 2016)